# 333110 Lupe
333110 Lupe este o planetă minoră (asteroid) din centura de asteroizi. A fost descoperită pe 2 septembrie 2007 la Mount Lemmon⁠(d) de Mount Lemmon Survey⁠(d). 
Obiectul prezintă o orbită caracterizată de o semiaxă mare de 2,3553641948398 UAi, o excentricitate de 0,14746723779901, o înclinație de 5,5235935231124 ° în raport cu ecliptica.